# 1992-es Tour de France
Az 1992-es Tour de France volt a 79. francia körverseny. 1992. július 4-e és július 26-a között rendezték.

## Végeredmény
|    | Versenyző          | Csapat                 | Idő             |
| -- | ------------------ | ---------------------- | --------------- |
| 1  | Miguel Indurain    | Team Banesto           | 100 óra 49' 30" |
| 2  | Claudio Chiappucci | Carrera Jeans-Vagabond | 4' 35"          |
| 3  | Gianni Bugno       | Chateau d'Ax           | 10' 49"         |
| 4  | Andrew Hampsten    | Motorola               | 13' 40"         |
| 5  | Pascal Lino        | R.M.O.                 | 14' 37"         |
| 6  | Pedro Delgado      | Team Banesto           | 15' 16"         |
| 7  | Erik Breukink      | PDM-Concorde           | 18' 51"         |
| 8  | Giancarlo Perini   | Carrera Jeans-Vagabond | 19' 16"         |
| 9  | Stephen Roche      | Carrera Jeans-Vagabond | 20' 23"         |
| 10 | Jens Heppner       | Telekom-Merckx         | 25' 30"         |

## Szakaszok
| Szakasz | Időpont    | Végpontok                       | Hossz (km) | Szakaszgyőztes             | Összetett első         |
| ------- | ---------- | ------------------------------- | ---------- | -------------------------- | ---------------------- |
| Prolog  | július 4.  | Saint-Sébastien                 | 8 *        | Miguel Indurain (ESP)      | Miguel Indurain (ESP)  |
| 1       | július 5.  | Saint-Sébastien–Saint-Sébastien | 194,5      | Dominique Arnould (FRA)    | Alex Zülle (SUI)       |
| 2       | július 6.  | Saint-Sébastien–Pau             | 255        | Javier Murguialday (ESP)   | Richard Virenque (FRA) |
| 3       | július 7.  | Pau–Bordeaux                    | 218        | Rob Harmeling (NED)        | Pascal Lino (FRA)      |
| 4       | július 8.  | Libourne–Libourne               | 63,5 **    | Panasonic                  | Pascal Lino (FRA)      |
| 5       | július 9.  | Nogent-sur-Oise–Wasquehal       | 196        | Guido Bontempi (ITA)       | Pascal Lino (FRA)      |
| 6       | július 10. | Roubaix–Brüsszel                | 167        | Laurent Jalabert (FRA)     | Pascal Lino (FRA)      |
| 7       | július 11. | Brüsszel–Valkenburg             | 196,5      | Gilles Delion (FRA)        | Pascal Lino (FRA)      |
| 8       | július 12. | Valkenburg–Coblence             | 206,5      | Jan Nevens (BEL)           | Pascal Lino (FRA)      |
| 9       | július 13. | Luxembourg–Luxembourg           | 65 *       | Miguel Indurain (ESP)      | Pascal Lino (FRA)      |
| 10      | július 14. | Luxembourg–Strasbourg           | 217        | Jean-Paul Van Poppel (NED) | Pascal Lino (FRA)      |
| 11      | július 15. | Strasbourg–Mulhouse             | 249,5      | Laurent Fignon (FRA)       | Pascal Lino (FRA)      |
| 12      | július 17. | Dole–Saint-Gervais–Mont Blanc   | 267,5      | Rolf Jaermann (SUI)        | Pascal Lino (FRA)      |
| 13      | július 18. | Saint-Gervais–Sestrières        | 254,5      | Claudio Chiappucci (ITA)   | Miguel Indurain (ESP)  |
| 14      | július 19. | Sestrières–Alpe d’Huez          | 186,5      | Andrew Hampsten (USA)      | Miguel Indurain (ESP)  |
| 15      | július 20. | Le Bourg-d'Oisans–Saint-Étienne | 198        | Franco Chioccioli (ITA)    | Miguel Indurain (ESP)  |
| 16      | július 21. | Saint-Étienne–La Bourboule      | 212        | Stephen Roche (IRL)        | Miguel Indurain (ESP)  |
| 17      | július 22. | La Bourboule–Montluçon          | 189        | Jean-Claude Colotti (FRA)  | Miguel Indurain (ESP)  |
| 18      | július 23. | Montluçon–Tours                 | 212        | Thierry Marie (FRA)        | Miguel Indurain (ESP)  |
| 19      | július 24. | Tours–Blois                     | 64 *       | Miguel Indurain (ESP)      | Miguel Indurain (ESP)  |
| 20      | július 25. | Blois–Nanterre                  | 222        | Peter De Clercq (BEL)      | Miguel Indurain (ESP)  |
| 21      | július 26. | La Défense–Párizs               | 175        | Olaf Ludwig (GER)          | Miguel Indurain (ESP)  |